# 2022년 KBO 리그
2022년 KBO 리그는 KBO 리그의 41번째 시즌으로, 대한민국의 10개 프로야구 구단들이 참가한다.

## 달라지는 점
- 타자 신장에 따른 선수 개인별 스트라이크 존을 철저히 적용하는 방식으로 개선된다. 각 심판의 스트라이크 존 판정을 좌우 홈플레이트와 각 타자의 신장에 따른 존의 정확성을 중심으로 평가하기로 했다. 스트라이크 존을 개선하기 위해 공식 야구 규칙의 스트라이크 존을 최대한 활용해 운영할 수 있도록 했다.
- 퓨처스리그 FA 제도가 시행된다.
- 한국시리즈 종료 후 5일 이내에 퓨처스리그 FA 자격 선수 공시가 이뤄지면 신청한 선수에 한해 퓨처스리그 FA 승인 선수로 공시된다.
- 구단은 타 구단 소속 퓨처스리그 FA를 3명까지 계약할 수 있으며 FA 획득 구단은 계약하는 선수의 직전 시즌 연봉의 100%에 해당하는 금액을 보상금으로 선수의 원 소속 구단에 지급해야 한다.
- 퓨처스리그 FA 선수와 계약하는 구단은 반드시 해당 선수를 소속 선수로 등록해야 한다.
- FA를 신청한 선수가 다음 시즌 한국시리즈 종료일까지 미계약으로 남을 시, 해당 선수는 자유 계약 선수가 되고 이후 타 구단과 계약시 별도 보상금은 없다.
- KBO 리그 2차 드래프트가 폐지된다.
- 야구와 관련한 유해 행위로 사회적 물의를 일으킨 자에 대한 리그 관계자 등록∙활동 제한 규정이 신설됐다. 제재 기준의 명확화 및 체적 타당성 확보를 위해 KBO 규약 제 14장 유해 행위 제재 규정을 정비했으며, 규정의 체계 및 표현을 전반적으로 정리했다.
- 학교 폭력∙인권 침해와 관련한 부적절한 대응으로 사회적 물의를 일으킨 경우 품위 손상 행위로 제재할 수 있도록 규정을 보완했다.
- 선수와 구단 간 공정한 계약 문화 정착을 위해 문화체육관광부가 제정한 프로스포츠 표준계약서에 따라 KBO 선수 계약서를 개정한다.
- KIA 타이거즈가 맷 윌리엄스와의 감독 계약을 해지하고, 김종국을 새 감독으로 선임했다.
- 9회까지 동점일 경우 연장전을 시행하는 제도를 다시 시행한다.
- 비디오판독 정확성과 신속성을 개선시키고 더욱 공정한 운영을 위해 비디오 판독 심판위원을 3명에서 5명으로 확대한다.
- 정규 시즌 5위의 승률이 동률일 경우 5위 결정전을 거행한다. 1위 결정전과 같은 방식이며, 5위가 2개 구단일 경우 와일드카드 결정전 전날 순위결정전을 치른다. 5위가 3개 구단 이상일 경우에는 순위결정전을 치르지 않으며 해당 구단간 경기에서 전체 전적 다승, 해당 구단간 경기 전체 다득점, 전년도 성적순으로 순위를 결정한다.
- 리그 전력 평준화를 위해 신인 드래프트 방식이 변경된다. 올 시즌 지명선수(2023 신인)부터는 기존의 1차, 2차 지명 방식이 아닌 전면 드래프트로 통합해 지명이 진행된다.
- 대학 선수 얼리 드래프트(조기 지명) 제도가 도입된다. 4년제 및 3년제 대학교에 2학년으로 재학중인 선수가 졸업연도 이전에 KBO 신인 드래프트에 참가가 가능하게 된다.
- 모든 구장에서 동일한 경기 운영 컨디션과 정보를 제공하고, 팬과 미디어 친화적인 환경을 유도하기 위해 경기 진행 시 덕아웃 내 상대팀 불펜을 확인할 수 있는 모니터가 설치된다.
- 코로나19 확진자가 다수 발생해도 가급적 리그를 중단하지 않는다.
- 한 팀이 소속 선수와 육성 선수 등 대체 인원을 모두 활용해도 28명의 엔트리(포수 2명 포함)를 구성하지 못할 경우에만 해당 경기가 순연된다. 엔트리 28명 구성 시 부상 선수로 등록된 선수는 제외된다.
- 현역 선수가 코로나19에 확진 될 경우 코로나19 특별 부상자 명단에 등재하고, 대체 인원으로 교체되어 리그는 계속 진행된다. 확진된 선수는 격리 해제일로부터 출전 가능하며, 부상자 명단에 등재될 경우 10일이 경과하지 않아도 엔트리에 복귀 가능하다. 선수단 다수의 감염으로 엔트리 등록 가능한 소속 선수가 부족한 경우 5월 1일(육성 선수의 소속 선수 등록 가능일)이전이라도 육성 선수의 소속 선수 등록을 허용하고 대체 선수로 엔트리에 등록이 가능하다.
- 동시에 3개 구단 이상이 28명 엔트리 구성 요건을 충족하지 못할 경우에는 긴급 이사회(퓨처스리그의 경우 긴급 실행위원회)를 통해 리그 중단 여부를 결정하게 된다. 이 때 퓨처스리그 거행 여부는 대체인원 수 등 상황에 따라 판단한다.
- 경기가 순연되고 리그가 중단된 경우, 해당일 이후 28명 엔트리 구성이 가능한 시점에서 경기가 재개된다.
- 코로나19 상황과 국제대회 일정 등을 고려해 운영됐던 더블 헤더 및 특별 서스펜디드, 월요일 경기는 편성하지 않기로 했으나 9월에 편성된 경기가 취소될 경우 월요일 경기를 편성한다. 9월 10일, 9월 11일 경기가 취소될 경우 9월 12일 오후 2시, 9월 17일, 9월 18일 경기가 취소될 경우 9월 19일 오후 6시 30분, 주말 2경기가 모두 취소될 경우 한 경기는 월요일로 편성하며, 나머지 한 경기는 추후에 편성한다.
- 5월 3일부터 외야 타구에만 한정되어 있는 페어-파울 비디오 판독 여부를 내야 타구까지 확대한다.
- 5월 17일부터 경기 중 공식기록원이 안타/실책/야수 선택 플레이에 대해 결정한 기록에 대해 구단 또는 선수가 이의를 신청할 수 있는 제도가 신설된다. 구단 또는 선수는 경기 종료 후 24시간 이내 KBO 사무국으로 이의 신청을 할 수 있다. 이의 신청이 접수되면 기록위원장을 포함한 기록팀장, 경기운영위원 등 최소 3인이 경기 영상을 참고하고 의견을 제출하여 정정 여부를 검토하게 되며, 이에 대한 결정은 5일 이내에 구단에 통보된다. 결정은 최종적이며 변경될 수 없다.
- 6월부터 퓨처스리그에서 승부치기를 시범 운영한다. 경기가 연장 9회까지 동점일 경우, 10회부터 무제한 승부치기를 한다. 이 때 타자는 이전 이닝 다음 타순부터 이어서 타석에 들어서며, 주자는 선행 타순의 선수가 차례대로 1루와 2루에 주자로 배치된다.

## 구단별 캐치프레이즈(슬로건)
- kt 위즈: SHOW Magic TEAM KT
- 두산 베어스: TEAM DOOSAN! 2022
- 삼성 라이온즈: ONE TEAM ONE BODY 渾然1體(혼연일체)
- LG 트윈스: 무적 LG! 끝까지 TWINS!
- 키움 히어로즈: BE THE HEROES
- SSG 랜더스: Amazing Landers
- NC 다이노스: 거침없이 가자, hands UP!
- 롯데 자이언츠: READY TO WIN, WIN THE MOMENT
- KIA 타이거즈: 포효하라_ALWAYS KIA TIGERS
- 한화 이글스: OUR TIME HAS COME

## 선수 이동

### 시즌 전
- 2022년 신인지명 선수
  - kt 위즈[1]: 박영현, 이상우, 한지웅, 안현민, 우종휘, 최동희, 정정우, 권성준, 김병준, 송현제
  - 두산 베어스: 이병헌, 김동준, 이원재, 신민철, 전희범, 윤태호, 정유석, 강동형, 임준형, 김시완, 강산
  - 삼성 라이온즈: 이재현, 김영웅, 김재혁, 차동영, 신정환, 김서준, 조민성, 강도훈, 김상민, 장재혁, 윤정훈
  - LG 트윈스: 조원태, 김주완, 최용하, 이주헌, 이지훈, 허준혁, 최원영, 김성우, 문정빈, 양진혁, 엄태경
  - 키움 히어로즈[2]: 주승우, 박찬혁, 송정인, 백진수, 노운현, 윤석원, 주승빈, 이명종, 김리안, 이세호, 박정훈, 김민수
  - SSG 랜더스[3]: 윤태현, 신헌민, 김도현, 박상후, 이기순, 강매성, 김태윤, 임성준, 전영준, 최유빈
  - NC 다이노스[4]: 박성재, 이준혁, 박동수, 김녹원, 조효원, 이한, 임지민, 이주형, 이현우, 오승택, 조민석, 서준교
  - 롯데 자이언츠[5]: 이민석, 조세진, 진승현, 윤동희, 김세민, 하혜성, 한태양, 김동혁, 엄장윤, 김서진, 김용완
  - KIA 타이거즈: 김도영, 최지민, 윤도현, 강병우, 김찬민, 이성주, 백도렬, 황동하, 한승연, 신명승, 손진규
  - 한화 이글스: 문동주, 박준영, 허인서, 유민, 양경모, 권광민, 김겸재, 이성민, 이재민, 신현수, 노석진

- 독립야구단 영입 선수
  - 이민석: 파주 챌린저스 → 두산 베어스
  - 류하성: 성남 맥파이스 → 키움 히어로즈

- 독립야구단 이적 선수
  - 조한욱: kt 위즈 → 연천 미라클
  - 최수빈: SSG 랜더스 → 연천 미라클
  - 봉민호: SK 와이번스 → 가평 웨일스
  - 송우현: 키움 히어로즈 → 고양 위너스
  - 국해성: 두산 베어스 → 성남 맥파이스

- FA 잔류 선수
  - 나지완: KIA 타이거즈[6]
  - 서건창: LG 트윈스[6]
  - 오선진: 삼성 라이온즈[6]
  - 장원준: 두산 베어스[6]
  - 최재훈: 한화 이글스 (총액 5년 54억)
  - 백정현: 삼성 라이온즈 (총액 4년 38억)
  - 김재환: 두산 베어스 (총액 4년 115억)
  - 김현수: LG 트윈스 (총액 4+2년 115억)
  - 장성우: kt 위즈 (총액 4년 42억)
  - 강민호: 삼성 라이온즈 (총액 4년 36억)
  - 황재균: kt 위즈 (총액 4년 60억)
  - 정훈: 롯데 자이언츠 (총액 3년 18억)

- FA 이적 선수
  - 박해민: 삼성 라이온즈 → LG 트윈스 (총액 4년 60억)
  - 박건우: 두산 베어스 → NC 다이노스 (총액 6년 100억)
  - 나성범: NC 다이노스 → KIA 타이거즈 (총액 6년 150억)
  - 손아섭: 롯데 자이언츠 → NC 다이노스 (총액 4년 64억)
  - 박병호: 키움 히어로즈 → kt 위즈 (총액 3년 30억)
  - 허도환: kt 위즈 → LG 트윈스 (총액 2년 4억)

- FA 영입에 따른 보상 선수 이적 선수
  - 강진성: NC 다이노스 → 두산 베어스 (박건우의 보상 선수 자격으로 이적)
  - 김재성: LG 트윈스 → 삼성 라이온즈 (박해민의 보상 선수 자격으로 이적)
  - 하준영: KIA 타이거즈 → NC 다이노스 (나성범의 보상 선수 자격으로 이적)
  - 문경찬: NC 다이노스 → 롯데 자이언츠 (손아섭의 보상 선수 자격으로 이적)

- 퓨처스 FA 잔류 선수
  - 강동연: NC 다이노스 (연봉 4200만원)
  - 전유수: kt 위즈 (연봉 8000만원)

- 퓨처스 FA 이적 선수
  - 국해성: 두산 베어스 → 성남 맥파이스

- 군 입대(상무 야구단 입단) 선수
  - 두산 베어스: 김민규
  - 삼성 라이온즈: 김도환, 최지광, 최채흥
  - LG 트윈스: 이상영
  - SSG 랜더스: 김찬형
  - NC 다이노스: 배민서, 최정원
  - 롯데 자이언츠: 손성빈
  - KIA 타이거즈: 최원준
  - 한화 이글스: 배동현, 오동욱, 조한민, 최인호

- 방출(보류 선수 제외) 선수
  - 두산 베어스: 고봉재, 김도경, 김주완, 박성모, 백동훈, 백민규, 백종수,  정우석, 정현욱, 지윤
  - KIA 타이거즈: 김윤동

- 방출 후 이적 선수
  - 서의태: 키움 히어로즈 → NC 다이노스
  - 박승욱: kt 위즈 → 롯데 자이언츠
  - 김재현: 삼성 라이온즈 → SSG 랜더스
  - 노경은: 롯데 자이언츠 → SSG 랜더스
  - 이태오: 두산 베어스 → 롯데 자이언츠
  - 김지용: LG 트윈스 → 두산 베어스
  - 임창민: NC 다이노스 → 두산 베어스
  - 고종욱: SSG 랜더스 → KIA 타이거즈
  - 김준완: NC 다이노스 → 키움 히어로즈
  - 강민국: kt 위즈 → 키움 히어로즈
  - 김진성: NC 다이노스 → LG 트윈스
  - 안승한: kt 위즈 → 두산 베어스
  - 고효준: LG 트윈스 → SSG 랜더스
  - 김한별: 키움 히어로즈 → kt 위즈

- 트레이드 영입 선수
  - 김태군: NC 다이노스 → 삼성 라이온즈 (심창민, 김응민과 2:1 트레이드)
  - 심창민, 김응민: 삼성 라이온즈 → NC 다이노스 (김태군과 2:1 트레이드)
  - 최하늘: 롯데 자이언츠 → 삼성 라이온즈 (이학주와 1:1 트레이드[7])
  - 이학주: 삼성 라이온즈 → 롯데 자이언츠 (최하늘과 1:1 트레이드)

- 은퇴 선수
  - 안찬호: 두산 베어스 → 은퇴
  - 유한준: kt 위즈 → 은퇴
  - 문동욱: 한화 이글스 → 은퇴
  - 문찬종: 키움 히어로즈 → 은퇴 (고양 히어로즈 재활군 야수코치)
  - 박정음: 키움 히어로즈 → 은퇴 (고양 히어로즈 작전/주루코치)
  - 김규민: 성남 맥파이스 → 은퇴 (엘론베이스볼랩 타격코치)
  - 장원삼: 롯데 자이언츠 → 은퇴
  - 지석훈: NC 다이노스 → 은퇴
  - 정영일: SSG 랜더스 → 은퇴
  - 신재웅: SSG 랜더스 → 은퇴 (LG 트윈스 잔류군 투수코치)
  - 황윤호: KIA 타이거즈 → 은퇴
  - 남태혁: SSG 랜더스 → 은퇴 (남태혁베이스볼아카데미 감독)
  - 김경호: SSG 랜더스 → 은퇴
  - 정수민: SSG 랜더스 → 은퇴 (김해엔젤스리틀야구단 코치)
  - 이대은: kt 위즈 → 은퇴
  - 정인욱: 한화 이글스 → 은퇴 (대구 막창가게 사장)
  - 유희관: 두산 베어스 → 은퇴 (KBS N 스포츠 야구 해설위원)
  - 정진호: 한화 이글스 → 은퇴 (두산 베어스 2군 수비/작전코치)
  - 신승원: 스코어본 하이에나들 → 은퇴 (한화 이글스 전력분석원)
  - 박한결: 한화 이글스 → 은퇴
  - 한주성: 두산 베어스 → 은퇴 (엘론베이스볼랩 파트장)
  - 윤영삼: 키움 히어로즈 → 은퇴 (엘론베이스볼랩 투수코치)
  - 이재율: 파주 챌린저스 → 은퇴
  - 박진우: NC 다이노스 → 은퇴 (SSG 랜더스 스카우트)
  - 오현택: 롯데 자이언츠 → 은퇴
  - 문선재: KIA 타이거즈 → 은퇴
  - 윤수강: NC 다이노스 → 은퇴 (NC 다이노스 불펜 포수)
  - 이보근: kt 위즈 → 은퇴
  - 유민상: KIA 타이거즈 → 은퇴
  - 이홍구: kt 위즈 → 은퇴 (덕아웃 야구캠프 센터장)
  - 최금강: 파주 챌린저스 → 은퇴 (물금고등학교 야구부 코치)
  - 강지광: SSG 랜더스 → 은퇴
  - 차재용: 키움 히어로즈 → 은퇴
  - 심동섭: KIA 타이거즈 → 은퇴
  - 정기훈: 한화 이글스 → 은퇴
  - 김민하: 한화 이글스 → 은퇴
  - 김지수: 한화 이글스 → 은퇴
  - 김정후: 키움 히어로즈 → 은퇴
  - 김도현: kt 위즈 → 은퇴

- 해외 진출 선수
  - 보 다카하시: KIA 타이거즈 → 사이타마 세이부 라이온스
  - 딕슨 마차도: 롯데 자이언츠 → 시카고 컵스[8]
  - 앤드류 수아레즈: LG 트윈스 → 도쿄 야쿠르트 스왈로스 (총액 1년 80만 달러)[9]
  - 제이크 브리검: 키움 히어로즈 → 웨이취엔 드래곤스
  - 저스틴 보어: LG 트윈스 → 디아블로스 로호스 델 멕시코
  - 벤 라이블리: 삼성 라이온즈 → 신시내티 레즈[8]
  - 샘 가빌리오: SSG 랜더스 → LA 다저스[10]
  - 애런 브룩스: KIA 타이거즈 → 세인트루이스 카디널스[8]
  - 조일로 알몬테: kt 위즈 → 술탄네스 데 몬테레이
  - 댄 스트레일리: 롯데 자이언츠 → 애리조나 다이아몬드백스[8]
  - 대니얼 멩덴: KIA 타이거즈 → 캔자스시티 로열스[10]
  - 앤더슨 프랑코: 롯데 자이언츠 → 헤네랄레스 데 두랑고
  - 에르난 페레즈: 한화 이글스 → 티그레스 데 아라과
  - 마이크 몽고메리: 삼성 라이온즈 → 뉴욕 메츠[8]
  - 프레스턴 터커: KIA 타이거즈 → 애틀랜타 브레이브스[10]

- 신규 영입 외국인 선수
  - kt 위즈: 헨리 라모스
  - 두산 베어스: 로버트 스탁
  - 삼성 라이온즈: 앨버트 수아레즈
  - LG 트윈스: 아담 플럿코, 리오 루이즈
  - 키움 히어로즈: 야시엘 푸이그, 타일러 애플러
  - SSG 랜더스: 케빈 크론, 이반 노바
  - NC 다이노스: 닉 마티니
  - 롯데 자이언츠: DJ 피터스, 글렌 스파크맨, 찰리 반즈
  - KIA 타이거즈: 로니 윌리엄스, 소크라테스 브리토, 션 놀린
  - 한화 이글스: 마이크 터크먼

- 재계약 성공 외국인 선수
  - kt 위즈: 오드리사머 데스파이네, 윌리엄 쿠에바스
  - 두산 베어스: 아리엘 미란다, 호세 미구엘 페르난데스
  - 삼성 라이온즈: 데이비드 뷰캐넌, 호세 피렐라
  - LG 트윈스: 케이시 켈리
  - 키움 히어로즈: 에릭 요키시
  - SSG 랜더스: 윌머 폰트
  - NC 다이노스: 드류 루친스키, 웨스 파슨스
  - 한화 이글스: 닉 킹험, 라이언 카펜터

- 재계약 포기 외국인 선수
  - kt 위즈: 제러드 호잉
  - 두산 베어스: 워커 로켓
  - 삼성 라이온즈: 마이크 몽고메리
  - LG 트윈스: 저스틴 보어, 앤드류 수아레즈
  - 키움 히어로즈: 윌 크레익
  - SSG 랜더스: 제이미 로맥, 샘 가빌리오
  - NC 다이노스: 애런 알테어
  - 롯데 자이언츠: 딕슨 마차도, 앤더슨 프랑코, 댄 스트레일리
  - KIA 타이거즈: 프레스턴 터커, 보 다카하시, 대니얼 멩덴
  - 한화 이글스: 에르난 페레즈

- 국내 복귀 선수
  - 양현종: 텍사스 레인저스 → KIA 타이거즈 (총액 4년 103억)
  - 김광현: 세인트루이스 카디널스 → SSG 랜더스 (총액 4년 151억)

### 시즌 중
- 독립야구단 영입 선수
  - 오세훈: 고양 위너스 → 한화 이글스
  - 신제왕: 파주 챌린저스 → 한화 이글스
  - 한경빈: 파주 챌린저스 → 한화 이글스
  - 이정재: 가평 웨일스 → 한화 이글스
  - 박영빈: 연천 미라클 → NC 다이노스

- 독립야구단 이적 선수
  - 안준: 두산 베어스 → 파주 챌린저스
  - 김연준: KIA 타이거즈 → 파주 챌린저스
  - 윤희영: KIA 타이거즈 → 파주 챌린저스
  - 이나현: LG 트윈스 → 파주 챌린저스
  - 이찬우: 롯데 자이언츠 → 파주 챌린저스
  - 박수현: NC 다이노스 → 파주 챌린저스
  - 김시우: 키움 히어로즈 → 연천 미라클
  - 박영빈: NC 다이노스 → 연천 미라클
  - 이청현: 한화 이글스 → 연천 미라클
  - 차혜성: 롯데 자이언츠 → 연천 미라클
  - 이훈: NC 다이노스 → 성남 맥파이스
  - 오루하: 롯데 자이언츠 → 성남 맥파이스
  - 정동현: KIA 타이거즈 → 가평 웨일스
  - 공수빈: NC 다이노스 → 가평 웨일스
  - 문장은: KIA 타이거즈 → 고양 위너스

- 군 입대 (상무 야구단 입단) 선수
  - kt 위즈: 천성호
  - 삼성 라이온즈: 김재혁, 이승민
  - LG 트윈스: 구본혁
  - 키움 히어로즈: 김인범, 변상권
  - SSG 랜더스: 조병현
  - 롯데 자이언츠: 나승엽, 송재영, 정우준
  - KIA 타이거즈: 김현수, 박민, 장민기
  - 한화 이글스: 장규현

- 방출(계약 해지) 선수
  - 두산 베어스: 강원진, 김문수, 남경호, 윤수호, 임준형, 임창민, 최용제, 현도훈
  - KIA 타이거즈: 김승범, 김창용, 류승현, 박대명, 박수용, 박진태, 백현종, 서덕원, 손진규, 옥준호, 윤민석, 이인한, 이준형, 최용준, 홍상삼
  - NC 다이노스: 강동연, 김기환, 정범모, 정현, 홍성민
  - 삼성 라이온즈: 구준범, 김선우, 김성표, 박정준, 오상민, 이기용, 임대한
  - SSG 랜더스: 김민재, 김태우, 박제범, 신동민, 이희재, 조이현, 하성진
  - 한화 이글스: 강상원, 김기탁, 김태욱, 신제왕, 안창호, 이종완, 임준섭, 최이경, 최현준, 황영국
  - kt 위즈: 고성민, 김만수, 김성훈, 김한별, 박주현, 송현제, 안광준, 여도건, 이창재, 임도혁, 전진영, 정주후
  - LG 트윈스: 강정현, 김도환, 김호은, 류원석, 이강욱, 이동규, 이상호, 임지섭, 차우찬
  - 키움 히어로즈: 강민국, 김대한, 김민수, 김현우, 박관진, 박정훈, 배현호, 오성민, 정재원
  - 롯데 자이언츠: 경우진, 김건우, 김대우, 김동욱, 김민기, 김민수, 김승준, 김용완, 박선우, 신학진, 이태오, 조무근, 진명호

- 방출 후 이적 선수
  - 권정웅: 삼성 라이온즈 → NC 다이노스
  - 신정락: 한화 이글스 → 롯데 자이언츠
  - 이정우: LG 트윈스 → 롯데 자이언츠
  - 조선명: LG 트윈스 → 두산 베어스
  - 김상수: SSG 랜더스 → 롯데 자이언츠
  - 윤명준: 두산 베어스 → 롯데 자이언츠
  - 이정훈: KIA 타이거즈 → 롯데 자이언츠

- 은퇴 선수
  - 유원상: kt 위즈 → 은퇴
  - 손정욱: NC 다이노스 → 은퇴 (질롱 코리아 투수코치, 창원 다이노스 투수코치)
  - 전민수: NC 다이노스 → 은퇴
  - 김경언: 저니맨 외인구단 → 은퇴 (파주 챌린저스 타격코치)
  - 김윤동: KIA 타이거즈 → 은퇴 (필라테스샵 사장)
  - 안현준: kt 위즈 → 은퇴
  - 황경태: 두산 베어스 → 은퇴
  - 안영명: kt 위즈 → 은퇴 (kt 위즈 멘탈코치)
  - 정의윤: SSG 랜더스 → 은퇴 (용인 빅드림 베이스볼 아카데미 코치)
  - 유재유: 두산 베어스 → 은퇴
  - 박재욱: LG 트윈스 → 은퇴
  - 최정민: KIA 타이거즈 → 은퇴 (상무 야구단 코치)
  - 나지완: KIA 타이거즈 → 은퇴 (KBS N 스포츠 야구 해설위원)
  - 김현준: KIA 타이거즈 → 은퇴
  - 오재원: 두산 베어스 → 은퇴 (SPOTV 야구 해설위원)
  - 이현승: 두산 베어스 → 은퇴
  - 최영진: 삼성 라이온즈 → 은퇴 (삼성 라이온즈 전력분석원)
  - 전유수: kt 위즈 → 은퇴
  - 이대호: 롯데 자이언츠 → 은퇴
  - 이해창: 한화 이글스 → 은퇴 (KIA 타이거즈 2군 배터리코치)
  - 백용환: 한화 이글스 → 은퇴 (롯데 자이언츠 2군 배터리코치)
  - 강경학: KIA 타이거즈 → 은퇴
  - 백도렬: KIA 타이거즈 → 은퇴
  - 김건태: NC 다이노스 → 은퇴 (창원 다이노스 연수코치)

- 트레이드 영입 선수
  - 김도현: 한화 이글스 → KIA 타이거즈 (이민우, 이진영과 2:1 트레이드)
  - 이민우, 이진영: KIA 타이거즈 → 한화 이글스 (김도현과 2:1 트레이드)
  - 김태진: KIA 타이거즈 → 키움 히어로즈 (박동원과 1:1 트레이드[11])
  - 박동원: 키움 히어로즈 → KIA 타이거즈 (김태진과 1:1 트레이드)
  - 김민식: KIA 타이거즈 → SSG 랜더스 (김정빈, 임석진과 1:2 트레이드)
  - 김정빈, 임석진: SSG 랜더스 → KIA 타이거즈 (김민식과 1:2 트레이드)
  - 장준원: LG 트윈스 → kt 위즈 (2023년 KBO 리그 신인 드래프트 5라운드 지명권과 트레이드)
  - 이채호: SSG 랜더스 → kt 위즈 (정성곤과 1:1 트레이드)
  - 정성곤: kt 위즈 → SSG 랜더스 (이채호과 1:1 트레이드)
  - 이시원: 한화 이글스 → kt 위즈 (류희운과 1:1 트레이드)
  - 류희운: kt 위즈 → 한화 이글스 (이시원과 1:1 트레이드)

- 방출 외국인 선수
  - kt 위즈: 윌리엄 쿠에바스 (사유: 팔꿈치 부상), 헨리 라모스 (사유: 발가락 부상)
  - LG 트윈스: 리오 루이즈 (사유: 성적 부진), 로벨 가르시아 (사유: 성적 부진)
  - 한화 이글스: 라이언 카펜터 (사유: 팔꿈치 부상), 닉 킹험 (사유: 상완근 및 전완부 부상)
  - KIA 타이거즈: 로니 윌리엄스 (사유: 성적 부진)
  - SSG 랜더스: 케빈 크론 (사유: 성적 부진), 이반 노바 (사유: 성적 부진)
  - 두산 베어스: 아리엘 미란다 (사유: 성적 부진 및 어깨 부상)
  - 롯데 자이언츠: DJ 피터스 (사유: 성적 부진), 글렌 스파크맨 (사유: 성적 부진)
  - NC 다이노스: 웨스 파슨스 (사유: 허리 부상)

- 신규 영입 외국인 선수
  - kt 위즈: 웨스 벤자민, 앤서니 알포드
  - LG 트윈스: 로벨 가르시아
  - 한화 이글스: 예프리 라미레즈, 펠릭스 페냐
  - KIA 타이거즈: 토마스 파노니
  - SSG 랜더스: 후안 라가레스, 숀 모리만도
  - 두산 베어스: 브랜든 와델
  - 롯데 자이언츠: 잭 렉스, 댄 스트레일리
  - NC 다이노스: 맷 더모디

- 해외 진출 선수
  - 윌리엄 쿠에바스: kt 위즈 → 디아블로스 로호스 델 멕시코
  - 리오 루이즈: LG 트윈스 → 디아블로스 로호스 델 멕시코
  - 로니 윌리엄스: KIA 타이거즈 → 샌프란시스코 자이언츠[10]
  - DJ 피터스: 롯데 자이언츠 → 워싱턴 내셔널스[10]
  - 한선태: LG 트윈스 → 질롱 코리아
  - 김승현: 삼성 라이온즈 → 질롱 코리아
  - 이수민: 삼성 라이온즈 → 질롱 코리아

- 국내 복귀 선수

없음
- 2023년 신인지명 선수
  - SSG 랜더스: 이로운, 송영진, 김정민, 안현서, 김건웅, 박세직, 김민준, 류현곤, 이승훈, 김건이, 김준영
  - 키움 히어로즈[12]: 김건희, 오상원, 김동헌, 박윤성, 이승원, 송재선, 우승원, 박성빈, 이호열, 변헌성, 안겸, 서유신
  - LG 트윈스[13]: 김범석, 김동규, 박명근, 이준서, 원상훈, 임정균, 권동혁, 허용주, 송대현, 이철민, 곽민호, 강민균
  - kt 위즈[14]: 김정운, 정준영, 손민석, 김건웅, 이준희, 류현인, 황의준, 정진호, 이준명[15], 강건
  - KIA 타이거즈[16]: 윤영철, 정해원, 김세일, 곽도규, 이송찬, 이도현, 박일훈, 김도월, 김재현
  - NC 다이노스: 신영우, 박한결, 신용석, 목지훈, 강건준, 이준호, 신성호, 정주영, 서동욱, 배상호, 김주환
  - 삼성 라이온즈[17]: 이호성, 박권후, 김재상, 서현원, 신윤호, 강준서, 김시온, 류승민, 김민호, 박시원, 박장민, 박진우
  - 롯데 자이언츠[18]: 김민석, 이진하, 김기준, 정대선, 이태연, 석상호, 조경민, 정재환, 장세진, 배인혁
  - 두산 베어스: 최준호, 김유성[15], 장우진, 임서준, 윤준호, 한충희, 백승우, 박민준, 김문수, 남율
  - 한화 이글스: 김서현, 문현빈, 이민준, 김관우, 김해찬, 한서구, 송성훈, 최원준, 박재규, 천보웅, 김예준

## 시범 경기
- 기간: 3월 12일 ~ 3월 29일

| 순위 | 구단          | 경기 | 승 | 무 | 패 | 승률  | 연속 | 게임차 |
| ---- | ------------- | ---- | -- | -- | -- | ----- | ---- | ------ |
| 1    | LG 트윈스     | 13   | 8  | 2  | 3  | 0.727 | 2승  | 0.0    |
| 1    | KIA 타이거즈  | 13   | 8  | 2  | 3  | 0.727 | 3승  | 0.0    |
| 1    | 롯데 자이언츠 | 13   | 8  | 2  | 3  | 0.727 | 5승  | 0.0    |
| 4    | kt 위즈       | 12   | 5  | 4  | 3  | 0.625 | 1패  | 1.5    |
| 5    | 삼성 라이온즈 | 12   | 5  | 2  | 5  | 0.500 | 2패  | 2.5    |
| 6    | SSG 랜더스    | 13   | 5  | 2  | 6  | 0.455 | 2패  | 3.0    |
| 7    | NC 다이노스   | 14   | 5  | 2  | 7  | 0.417 | 2승  | 3.5    |
| 7    | 한화 이글스   | 14   | 5  | 2  | 7  | 0.417 | 3패  | 3.5    |
| 9    | 키움 히어로즈 | 16   | 4  | 3  | 9  | 0.308 | 1승  | 5.0    |
| 10   | 두산 베어스   | 12   | 1  | 3  | 8  | 0.111 | 3패  | 6.0    |

## 정규 리그
- 기간: 4월 2일 ~ 9월 23일
- 잔여 경기 기간: 9월 24일 ~ 10월 11일

개막 경기는 2020년도 순위를 기준으로 상위 팀들의 경기장인 창원(SSG:NC), 잠실(한화:두산), 수원(삼성:kt), 고척(롯데:키움), 광주(LG:KIA) 5개 구장에서 2연전으로 펼쳐진다.

### 경우의 수
79승 2무 62패 키움 히어로즈와 78승 2무 61패인 KT 위즈가 3,4위전을 놓고 최종전 대결을 했다.
문제는 키움 히어로즈의 최종전 경기는 10월 9일이었고, KT 위즈는 10월 11일까지 경기한다. 경우의 수는 일단 키움 히어로즈 입장에는 최종전을 무조건 이겨놓고 같은 시간 KT 위즈 경기를 지켜볼 뿐 아니라 이후에 추가 경기하는 KT 위즈의 결과도 기다려야 한다. 단, 키움 히어로즈와 KT 위즈가 서로 승점이 같아질 경우 승자승원칙을 따지는데 맞대결에서 키움 히어로즈가 앞서기 때문에 압도적으로 키움 히어로즈가 좀 유리한 상태다.
우선 키움 히어로즈가 10월 9일에 이기면 KT 위즈는 같은 시간에 열린 경기뿐 아니라 10월 10일과 10월 11일까지 하는 경기를 무조건 다 이겨야 3위가 된다.
그런데 키움 히어로즈가 비기면 KT 위즈는 최소한 무조건 패하는 일은 없어야 하고 단, 1승 2무만 하면 3위가 될 수 있다. 반대로 키움 히어로즈가 지면 KT 위즈는 2승은 무조건 챙겨야 하지만 도중에 1패를 해도 3위가 된다.
키움 히어로즈는 5대1로 두산 베어스를 이기고 일단 경기는 마무리지었다. 한편, 같은 시간에 KT 위즈가 7대2로 KIA 타이거즈에게 대승을 거둬 일단 3위 결과는 뒤로 미루어졌다. 10월 10일에도 KT 위즈가 또 이기는 덕에 또 3위 결과는 KT 위즈의 마지막 경기까지 지켜봐야 가려지는 상황이었다. 그런데 10월 11일에는 일단 KT 위즈가 LG 트윈스와 엎치락 뒤치락을 반복하다가 5회에 한 점을 달아나 5대4가 되었고 계속 이 점수를 유지하면서 버텼다. 그러나 9회말에 LG 트윈스가 2득점을 내면서 날벼락 패배를 당하고 말았다. 결국 KT 위즈는 3위를 뒤집지 못하고 키움 히어로즈와 승점은 같아졌으나 승자승원칙에 의해 4위를 유지한 채 가을야구에 진출했다.
| 순위 | 팀명          | 승점          | kt 3위      | kt 3위               | kt 3위               |
| ---- | ------------- | ------------- | ----------- | -------------------- | -------------------- |
| 3위  | 키움 히어로즈 | 79승 2무 62패 | 승리        | 무승부               | 패배                 |
| 4위  | KT 위즈       | 78승 2무 61패 | 3승 2승 1무 | 2승 1패 최소 1승 2무 | 2승 최소 1승 1무 1패 |

| 순위 | 팀명          | 승점          | 승자승원칙 | 최종전   | 10월 10일 결과 | 10월 11일 결과 | 최종 결과       | 비고                                          |
| ---- | ------------- | ------------- | ---------- | -------- | -------------- | -------------- | --------------- | --------------------------------------------- |
| 3위  | 키움 히어로즈 | 80승 2무 62패 | 9승 1무    | 5:1 (승) | -              | -              | 포스트시즌 진출 | 최종 승리와 KT 위즈의 최종전 패배로 3위 확정! |
| 4위  | KT 위즈       | 80승 2무 62패 | 7승 1무    | 7:2 (승) | 5:2 (승)       | 5:6 (패)       | 포스트시즌 진출 | 최종 패배로 인해 그만 4위로 하락              |

### 와일드카드 경우의 수
2022년 와일드카드를 놓고 66승 1무 69패 KIA 타이거즈와 61승 3무 71패 NC 다이노스가 치열하게 싸웠는데 경우의 수는 이렇다. KIA와 NC가 남아있는 경기는 총 7경기였다. KIA가 7경기 중 1승을 할 경우 NC는 5승을 해야 하고, KIA가 7경기 중 2승하면 NC는 6경기 승을 해야 되고, KIA가 3승을 할 경우 NC는 무조건 7전승을 해야 한다. 단, NC가 2패와 3패 이상 범할 경우 자동 탈락되기 때문에 무조건 NC부터 먼저 최소 3~4승 이상을 한 후에 KIA 경기를 지켜봐야 한다.
10월 1일과 10월 2일에는 NC 다이노스는 2승을 챙기는데 성공했고, KIA는 1승 1패를 했다. 그리고 10월 4일에는 NC가 경기가 없을 무렵에 KIA는 추가 1승을 챙겼다. 10월 5일과 10월 6일에 NC 다이노스는 극적으로 2승을 다 챙기면서 희망을 계속 이어갔다. 이후 KIA는 1패하고 비록 간신히 1승을 챙겼긴 했지만 결국 KIA와 NC의 경우의 수 결과는 더욱 연장되면서 와일드카드 결정은 미궁에 빠지게 되었다.
단, NC가 와일드카드 진출은 +1만 남아있었는데 10월 7일에 NC가 지면 무조건 탈락이 확정되므로 일단 여기서도 NC가 먼저 LG를 무조건 이기고 난 후, KIA 경기를 지켜봐야 하는 궁지에 여전히 놓여있었다. 즉, NC가 5위로 올라가려면 무조건 3경기 전승을 해야 하는 상황에 놓였고, KIA가 나머지 2경기 무조건 전패를 하는 실낱같은 기적이 일어나야 가능했다.
10월 7일에 2회말에서 NC가 2대0으로 먼저 선취점을 얻어 앞서고 있었고 같은 시간 오히려 KT가 KIA를 1대0으로 앞서고 있어 계속 NC 다이노스에게 유리하게 전개되는 듯했다. 그런데 4회에 접어들고 난 이후 LG가 역전을 하여 NC는 탈락 위기에 놓여있었다. 안 그래도 2대5로 지고 있어 탈락 위기에 놓이기 직전일 무렵, 8회말쯤 같은 시간 광주에서 KIA도 일방적으로 KT를 압도하면서 11대1로 끝났다는 소식이 먼저 전해져 왔다. 이제 NC는 비록 지고 있지만 먼저 타경기 KIA의 대승으로 끝난 결과로 인해 탈락 확정이 결정되었다. 그렇지만 패배하고 있는 LG의 경기를 역전승을 하면서 해결해야 하는데 결국 9회에 추가 득점까지 내주면서 2대7로 패했다. 한편, 이미 2위로 2022년 KBO 포스트시즌 확정을 지은 LG 트윈스는 굳이 이길 필요가 없는데도 이겨서 NC의 희망을 꺾고 말았다. 그리고 키움과 3위 경쟁을 두고 싸우던 4위 KT도 만약에 10월 7일에 KIA를 이겼다면 적어도 3위 희망을 더 쉽게 걸 수 있었는데 대패했고, 이 패배가 훗날 3위로 올라가지 못하는 영향을 주고 말았다. 결국, KIA는 10월 1일 ~ 10월 7일에 총 4승 3패를 하면서 와일드카드 경기에 진출을 확정지음으로써 6년만에 KBO 리그 포스트시즌에 진출했고, NC는 10월 7일에 역전패를 당하면서 자동 탈락했다.
| 5위 KIA 타이거즈 | 6위 NC 다이노스 | 결과 (로고는 진출) |
| ---------------- | --------------- | ------------------ |
| 7패              | 4승 3패         |                    |
| 1승 6패          | 5승 2패         |                    |
| 2승 5패          | 6승 1패         |                    |
| 3승 4패          | 7승             |                    |
| 4승 3패 이상     | 탈락 확정       |                    |

| 순위 | 팀명         | 승점          | 10월 1일 | 10월 2일  | 10월 4일 | 10월 5일  | 10월 6일 | 10월 7일  | 10월 8일 | 10월 9일 | 최종 결과       |
| ---- | ------------ | ------------- | -------- | --------- | -------- | --------- | -------- | --------- | -------- | -------- | --------------- |
| 5위  | KIA 타이거즈 | 70승 1무 72패 | 2:3 (패) | 10:1 (승) | 8:3 (승) | 2:10 (패) | 4:3 (승) | 11:1 (승) | 2:7 (패) | -        | 와일드카드 진출 |
| 6위  | NC 다이노스  | 66승 3무 73패 | 2:1 (승) | 2:0 (승)  | -        | 7:3 (승)  | 6:1 (승) | 2:7 (패)  | 6:5 (승) | 2:5 (패) | 탈락            |

### 팀 순위
- 키움 히어로즈와 kt 위즈는 승률이 같지만 승자승 원칙에 따라 상대 전적이 우세한 키움 히어로즈가 3위, kt 위즈가 4위가 됐다.
- 키움 히어로즈는 3위였으나 한국시리즈에 진출해 키움 히어로즈가 2위, LG 트윈스가 3위가 됐다.

| 순위 | 구단          | 경기 | 승 | 무 | 패 | 승률  | 연속 | 게임차 | 포스트시즌             |
| ---- | ------------- | ---- | -- | -- | -- | ----- | ---- | ------ | ---------------------- |
| 1    | SSG 랜더스    | 144  | 88 | 4  | 52 | 0.629 | 4패  | 0.0    | 한국시리즈 진출        |
| 2    | LG 트윈스     | 144  | 87 | 2  | 55 | 0.613 | 1승  | 2.0    | 플레이오프 진출        |
| 2    | 키움 히어로즈 | 144  | 80 | 2  | 62 | 0.563 | 1승  | 9.0    | 준플레이오프 진출      |
| 4    | kt 위즈       | 144  | 80 | 2  | 62 | 0.563 | 1패  | 9.0    | 와일드카드 결정전 진출 |
| 5    | KIA 타이거즈  | 144  | 70 | 1  | 73 | 0.490 | 1패  | 19.5   | 와일드카드 결정전 진출 |
| 6    | NC 다이노스   | 144  | 67 | 3  | 74 | 0.475 | 1패  | 21.5   | 진출 실패              |
| 7    | 삼성 라이온즈 | 144  | 66 | 2  | 76 | 0.465 | 2승  | 23.0   | 진출 실패              |
| 8    | 롯데 자이언츠 | 144  | 64 | 4  | 76 | 0.457 | 1승  | 24.0   | 진출 실패              |
| 9    | 두산 베어스   | 144  | 60 | 2  | 82 | 0.423 | 2패  | 29.0   | 진출 실패              |
| 10   | 한화 이글스   | 144  | 46 | 2  | 96 | 0.324 | 1패  | 43.0   | 진출 실패              |

### 통계

#### 타자 TOP
| 부문        | 선수                        | 기록  |
| ----------- | --------------------------- | ----- |
| 타율(AVG)   | 이정후 (키움 히어로즈)      | 0.349 |
| 홈런(HR)    | 박병호 (kt 위즈)            | 35    |
| 타점(RBI)   | 이정후 (키움 히어로즈)      | 113   |
| 득점(R)     | 호세 피렐라 (삼성 라이온즈) | 102   |
| 안타(H)     | 이정후 (키움 히어로즈)      | 193   |
| 출루율(OBP) | 이정후 (키움 히어로즈)      | 0.421 |
| 장타율(SLG) | 이정후 (키움 히어로즈)      | 0.575 |
| 도루(SB)    | 박찬호 (KIA 타이거즈)       | 42    |

#### 투수 TOP
| 부문            | 선수                    | 기록  |
| --------------- | ----------------------- | ----- |
| 승리(W)         | 케이시 켈리 (LG 트윈스) | 16    |
| 평균자책점(ERA) | 안우진 (키움 히어로즈)  | 2.11  |
| 탈삼진(SO)      | 안우진 (키움 히어로즈)  | 224   |
| 세이브(SV)      | 고우석 (LG 트윈스)      | 42    |
| 홀드(HLD)       | 정우영 (LG 트윈스)      | 35    |
| 승률(WPCT)      | 엄상백 (kt 위즈)        | 0.846 |

### 시즌 1호 기록
- 1호 안타: 한화 이글스 정은원
- 1호 볼넷: 한화 이글스 최재훈
- 1호 사구: LG 트윈스 박해민
- 1호 도루: kt 위즈 심우준
- 1호 도루저지: 키움 히어로즈 김재현
- 1호 타점: 한화 이글스 마이크 터크먼
- 1호 득점: 한화 이글스 정은원
- 1호 홈런: 두산 베어스 양석환
- 1호 백투백홈런: kt 위즈 박병호, 오윤석
- 1호 희생타: LG 트윈스 송찬의
- 1호 끝내기: 키움 히어로즈 전병우
- 1호 실책: 한화 이글스 김민우
- 1호 폭투: kt 위즈 윌리엄 쿠에바스
- 1호 병살타: kt 위즈 박병호
- 1호 삼진투수: KIA 타이거즈 양현종
- 1호 피삼진타자: LG 트윈스 박해민
- 1호 비디오판독: 두산 베어스 허경민
- 1호 승리투수: kt 위즈 윌리엄 쿠에바스
- 1호 패전투수: 삼성 라이온즈 데이비드 뷰캐넌
- 1호 무승부투수: SSG 랜더스 조요한, 롯데 자이언츠 나균안
- 1호 홀드: kt 위즈 김민수, 주권, 박시영
- 1호 세이브: kt 위즈 김재윤

### 개인 달성 기록

#### 4월
- 윌머 폰트(SSG 랜더스)는 4월 2일 창원에서 열린 NC와의 경기에서 역대 1번째 9이닝 퍼펙트를 달성했다.
- 최형우(KIA 타이거즈)는 4월 2일 광주에서 열린 LG와의 경기에서 역대 36번째 통산 세 자릿수 사구를 달성했다.
- 오승환(삼성 라이온즈)은 4월 3일 수원에서 열린 kt와의 경기에서 역대 1번째 통산 340세이브를 달성했다.
- 김현수(LG 트윈스)는 4월 5일 고척에서 열린 키움과의 경기에서 역대 19번째 통산 네 자릿수 득점을 달성했다.
- 김선빈(KIA 타이거즈)은 4월 5일 광주에서 열린 한화와의 경기에서 역대 81번째 통산 600득점을 달성했다.
- 박해민(LG 트윈스)은 4월 6일 고척에서 열린 키움과의 경기에서 역대 131번째 통산 1100경기 출장을 달성했다.
- 김현수(LG 트윈스)는 4월 6일 고척에서 열린 키움과의 경기에서 역대 18번째 통산 3000루타를 달성했다.
- 손아섭(NC 다이노스)은 4월 6일 창원에서 열린 롯데와의 경기에서 역대 31번째 통산 1700경기 출장을 달성했다.
- 박병호(kt 위즈)는 4월 7일 수원에서 열린 SSG와의 경기에서 역대 77번째 통산 1200안타를 달성했다.
- 정수빈 (두산 베어스)은 4월 9일 사직에서 열린 롯데와의 경기에서 역대 2번째 통산 70번째 3루타를 달성했다.
- 이재원(SSG 랜더스)은 4월 9일 문학에서 열린 KIA와의 경기에서 역대 90번째 통산 1300경기 출장을 달성했다.
- 최정(SSG 랜더스)은 4월 9일 문학에서 열린 KIA와의 경기에서 역대 5번째 통산 1200득점을 달성했다.
- 이대호(롯데 자이언츠)는 4월 9일 사직에서 열린 두산과의 경기에서 역대 7번째 통산 3400루타를 달성했다.
- 오재일(삼성 라이온즈)은 4월 13일 대구에서 열린 한화와의 경기에서 역대 81번째 통산 200번째 2루타를 달성했다.
- 오재일(삼성 라이온즈)은 4월 14일 대구에서 열린 한화와의 경기에서 역대 110번째 통산 500득점을 달성했다.
- 손아섭(NC 다이노스)은 4월 14일 고척에서 열린 키움과의 경기에서 역대 19번째 통산 3000루타를 달성했다.
- 양현종(KIA 타이거즈)은 4월 14일 광주에서 열린 롯데와의 경기에서 역대 7번째 통산 2000이닝을 달성했다.
- 김선빈(KIA 타이거즈)은 4월 14일 광주에서 열린 롯데와의 경기에서 역대 82번째 통산 200번째 2루타를 달성했다.
- 서건창(LG 트윈스)은 4월 15일 대전에서 열린 한화와의 경기에서 역대 65번째 통산 1300안타를 달성했다.
- 최정(SSG 랜더스)은 4월 15일 문학에서 열린 삼성과의 경기에서 역대 17번째 통산 1900안타를 달성했다.
- 김현수(LG 트윈스)는 4월 16일 대전에서 열린 한화와의 경기에서 역대 19번째 통산 900사사구를 달성했다.
- 김재환(두산 베어스)은 4월 17일 잠실에서 열린 키움과의 경기에서 역대 166번째 통산 네 자릿수 경기 출장을 달성했다.
- 허경민(두산 베어스)은 4월 17일 잠실에서 열린 키움과의 경기에서 역대 82번째 통산 600득점을 달성했다.
- 김상수(삼성 라이온즈)는 4월 19일 창원에서 열린 NC와의 경기에서 역대 18번째 통산 250도루를 달성했다.
- 이용규(키움 히어로즈)는 4월 19일 문학에서 열린 SSG와의 경기에서 역대 15번째 통산 2000안타를 달성했다.
- 이재학(NC 다이노스)은 4월 19일 창원에서 열린 삼성과의 경기에서 역대 34번째 통산 네 자릿수 탈삼진을 달성했다.
- 김민성(LG 트윈스)은 4월 21일 잠실에서 열린 kt와의 경기에서 역대 58번째 통산 1500경기 출장을 달성했다.
- 황재균(kt 위즈)은 4월 22일 수원에서 열린 NC와의 경기에서 역대 22번째 통산 1800안타를 달성했다.
- 오지환(LG 트윈스)은 4월 22일 잠실에서 열린 두산과의 경기에서 역대 59번째 통산 1500경기 출장을 달성했다.
- 허경민(두산 베어스)은 4월 24일 잠실에서 열린 LG와의 경기에서 역대 108번째 통산 1200경기 출장을 달성했다.
- 나성범(KIA 타이거즈)은 4월 24일 고척에서 열린 키움과의 경기에서 역대 132번째 통산 1100경기 출장을 달성했다.
- 안우진(키움 히어로즈)은 4월 26일 대전에서 열린 한화와의 경기에서 역대 33번째 선발 타자 전원 탈삼진을 달성했다.
- 양현종(KIA 타이거즈)은 4월 26일 수원에서 열린 kt와의 경기에서 역대 3번째 통산 1700탈삼진을 달성했다.
- 김재윤(kt 위즈)은 4월 27일 수원에서 열린 KIA와의 경기에서 역대 13번째 통산 110세이브를 달성했다.
- 황재균(kt 위즈)은 4월 28일 수원에서 열린 KIA와의 경기에서 역대 23번째 통산 2800루타를 달성했다.
- 정수빈(두산 베어스)은 4월 28일 잠실에서 열린 NC와의 경기에서 역대 91번째 통산 1300경기 출장을 달성했다.
- 손아섭(NC 다이노스)은 4월 28일 잠실에서 열린 두산과의 경기에서 역대 9번째 통산 2100안타를 달성했다.
- 정수빈(두산 베어스)은 4월 29일 문학에서 열린 SSG와의 경기에서 역대 95번째 통산 1100안타를 달성했다.
- 이원석(삼성 라이온즈)은 4월 29일 광주에서 열린 KIA와의 경기에서 역대 46번째 통산 1600경기 출장을 달성했다.
- 김강민(SSG 랜더스)은 4월 29일 문학에서 열린 두산과의 경기에서 역대 51번째 통산 1400안타를 달성했다.
- 호세 미구엘 페르난데스(두산 베어스)는 4월 30일 문학에서 열린 SSG와의 경기에서 역대 8번째 한 경기 3병살타를 달성했다.
- 강민호(삼성 라이온즈)는 4월 30일 광주에서 열린 KIA와의 경기에서 역대 15번째 통산 2000경기 출장을 달성했다.

#### 5월
- 김광현(SSG 랜더스)은 5월 3일 문학에서 열린 한화와의 경기에서 역대 22번째 통산 1700이닝, 역대 6번째 통산 140승을 달성했다.
- 이용찬(NC 다이노스)은 5월 3일 대구에서 열린 삼성과의 경기에서 역대 14번째 통산 110세이브를 달성했다.
- 장성우(kt 위즈)는 5월 4일 수원에서 열린 롯데와의 경기에서 역대 167번째 통산 네 자릿수 경기 출장을 달성했다.
- 허경민(두산 베어스)은 5월 4일 잠실에서 열린 LG와의 경기에서 역대 37번째 통산 세 자릿수 사구를 달성했다.
- 이원석(삼성 라이온즈)은 5월 4일 대구에서 열린 NC와의 경기에서 역대 54번째 통산 700타점을 달성했다.
- 오지환(LG 트윈스)은 5월 4일 잠실에서 열린 두산과의 경기에서 역대 52번째 통산 2100루타를 달성했다.
- 전준우(롯데 자이언츠)는 5월 4일 수원에서 열린 kt와의 경기에서 역대 38번째 통산 2400루타를 달성했다.
- 한유섬(SSG 랜더스)은 5월 5일 문학에서 열린 한화와의 경기에서 역대 56번째 통산 150홈런을 달성했다.
- 김강민(SSG 랜더스)은 5월 5일 문학에서 열린 한화와의 경기에서 역대 53번째 통산 2100루타를 달성했다.
- 박동원(KIA 타이거즈)은 5월 5일 광주에서 열린 키움과의 경기에서 역대 99번째 통산 세 자릿수 홈런을 달성했다.
- 김현수(LG 트윈스)는 5월 6일 창원에서 열린 NC와의 경기에서 역대 38번째 통산 1700경기 출장을 달성했다.
- 박병호(kt 위즈)는 5월 7일 잠실에서 열린 두산과의 경기에서 역대 14번째 10년 연속 두 자릿수 홈런을 달성했다.
- 최형우(KIA 타이거즈)는 5월 7일 대전에서 열린 한화와의 경기에서 역대 2번째 통산 1400타점을 달성했다.
- 오재일(삼성 라이온즈)은 5월 8일 사직에서 열린 롯데와의 경기에서 역대 55번째 통산 700타점을 달성했다.
- 김선빈(KIA 타이거즈)은 5월 8일 대전에서 열린 한화와의 경기에서 역대 82번째 통산 500사사구를 달성했다.
- 서건창(LG 트윈스)은 5월 10일 잠실에서 열린 한화와의 경기에서 역대 55번째 통산 600사사구를 달성했다.
- 박세웅(롯데 자이언츠)은 5월 10일 사직에서 열린 NC와의 경기에서 역대 8번째 무결점 이닝(한 이닝 9구 3탈삼진)을 달성했다.
- 고우석(LG 트윈스)은 5월 11일 잠실에서 열린 한화와의 경기에서 역대 15번째 4년 연속 두 자릿수 세이브를 달성했다.
- 정수빈(두산 베어스)은 5월 12일 고척에서 열린 키움과의 경기에서 역대 63번째 통산 700득점을 달성했다.
- 박해민(LG 트윈스)은 5월 12일 잠실에서 열린 한화와의 경기에서 역대 14번째 4경기 연속 3안타를 달성했다.
- 김광현(SSG 랜더스)은 5월 14일 문학에서 열린 NC와의 경기에서 역대 6번째 통산 1500탈삼진을 달성했다.
- 안치홍(롯데 자이언츠)은 5월 14일 대전에서 열린 한화와의 경기에서 역대 74번째 통산 1400경기 출장을 달성했다.
- 최형우(KIA 타이거즈)는 5월 15일 잠실에서 열린 LG와의 경기에서 역대 10번째 통산 2100안타를 달성했다.
- 서건창(LG 트윈스)은 5월 18일 수원에서 열린 kt와의 경기에서 역대 50번째 통산 250번째 2루타를 달성했다.
- 박건우(NC 다이노스)는 5월 18일 창원에서 열린 키움과의 경기에서 역대 105번째 통산 500타점을 달성했다.
- 최형우(KIA 타이거즈)는 5월 18일 사직에서 열린 롯데와의 경기에서 역대 4번째 통산 3600루타를 달성했다.
- 오승환(삼성 라이온즈)은 5월 19일 대전에서 열린 한화와의 경기에서 역대 1번째 통산 350세이브를 달성했다.
- 정우영(LG 트윈스)은 5월 19일 수원에서 열린 kt와의 경기에서 역대 9번째 4년 연속 두 자릿수 홀드를 달성했다.
- 양현종(KIA 타이거즈)은 5월 19일 사직에서 열린 롯데와의 경기에서 역대 4번째 통산 150승을 달성했다.
- 오재일(삼성 라이온즈)은 5월 20일 대구에서 열린 kt와의 경기에서 역대 111번째 통산 네 자릿수 안타를 달성했다.
- 최정(SSG 랜더스)은 5월 20일 문학에서 열린 LG와의 경기에서 역대 6번째 통산 3500루타, 역대 6번째 통산 1300타점을 달성했다.
- 김현수(LG 트윈스)는 5월 21일 문학에서 열린 SSG와의 경기에서 역대 26번째 8년 연속 두 자릿수 홈런, 역대 8번째 통산 1200타점을 달성했다.
- 박민우(NC 다이노스)는 5월 21일 광주에서 열린 KIA와의 경기에서 역대 96번째 통산 1100안타를 달성했다.
- 진해수(LG 트윈스)는 5월 22일 문학에서 열린 SSG와의 경기에서 역대 3번째 통산 140홀드를 달성했다.
- 박건우(NC 다이노스)는 5월 22일 광주에서 열린 KIA와의 경기에서 역대 83번째 통산 600득점을 달성했다.
- 조요한(SSG 랜더스)은 5월 24일 문학에서 열린 롯데와의 경기에서 역대 19번째 한 이닝 3폭투를 달성했다.
- 강민호(삼성 라이온즈)는 5월 25일 대구에서 열린 KIA와의 경기에서 역대 20번째 통산 3000루타를 달성했다.
- 오재일(삼성 라이온즈)은 5월 26일 대구에서 열린 KIA와의 경기에서 역대 27번째 8년 연속 두 자릿수 홈런을 달성했다.
- 타일러 애플러(키움 히어로즈)는 5월 27일 사직에서 열린 롯데와의 경기에서 역대 137번째 무사사구 완봉승을 달성했다.
- 김현수(LG 트윈스)는 5월 31일 사직에서 열린 롯데와의 경기에서 역대 16번째 통산 2000안타를 달성했다.

#### 6월
- 박병호(kt 위즈)는 6월 2일 문학에서 열린 SSG와의 경기에서 역대 21번째 통산 네 자릿수 타점을 달성했다.
- 김재환(두산 베어스)은 6월 2일 잠실에서 열린 KIA와의 경기에서 역대 82번째 통산 200번째 2루타를 달성했다.
- 김상수(삼성 라이온즈)는 6월 2일 고척에서 열린 키움과의 경기에서 역대 60번째 통산 1500경기 출장을 달성했다.
- 박해민(LG 트윈스)은 6월 2일 사직에서 열린 롯데와의 경기에서 역대 18번째 9년 연속 두 자릿수 도루를 달성했다.
- 이지영(키움 히어로즈)은 6월 2일 고척에서 열린 삼성과의 경기에서 역대 134번째 통산 1100경기 출장을 달성했다.
- 양의지(NC 다이노스)는 6월 3일 창원에서 열린 롯데와의 경기에서 역대 61번째 통산 1500경기 출장을 달성했다.
- 박민우(NC 다이노스)는 6월 3일 창원에서 열린 롯데와의 경기에서 역대 27번째 통산 200도루를 달성했다.
- 김선빈(KIA 타이거즈)은 6월 3일 수원에서 열린 kt와의 경기에서 역대 92번째 통산 1300경기 출장을 달성했다.
- 김성현(SSG 랜더스)은 6월 4일 잠실에서 열린 LG와의 경기에서 역대 93번째 통산 1300경기 출장을 달성했다.
- 안치홍(롯데 자이언츠)은 6월 4일 창원에서 열린 NC와의 경기에서 역대 48번째 통산 2200루타를 달성했다.
- 오윤석(kt 위즈)은 6월 8일 고척에서 열린 키움과의 경기에서 역대 54번째 대타 만루 홈런을 달성했다.
- 김현수(LG 트윈스)는 6월 8일 광주에서 열린 KIA와의 경기에서 역대 13번째 통산 3100루타를 달성했다.
- 김혜성(키움 히어로즈)은 6월 8일 고척에서 열린 kt와의 경기에서 역대 13번째 5년 연속 20도루를 달성했다.
- 오태곤(SSG 랜더스)은 6월 8일 창원에서 열린 NC와의 경기에서 역대 101번째 통산 세 자릿수 도루를 달성했다.
- 박해민(LG 트윈스)은 6월 9일 광주에서 열린 KIA와의 경기에서 역대 78번째 통산 1200안타를 달성했다.
- 이재학(NC 다이노스)은 6월 9일 창원에서 열린 SSG와의 경기에서 역대 50번째 통산 1200이닝을 달성했다.
- 박병호(kt 위즈)는 6월 10일 사직에서 열린 롯데와의 경기에서 역대 36번째 통산 2500루타를 달성했다.
- 김재환(두산 베어스)은 6월 10일 잠실에서 열린 LG와의 경기에서 역대 35번째 7년 연속 두 자릿수 홈런을 달성했다.
- 양의지(NC 다이노스)는 6월 10일 대구에서 열린 삼성과의 경기에서 역대 39번째 통산 2400루타를 달성했다.
- 고영표(kt 위즈)는 6월 11일 사직에서 열린 롯데와의 경기에서 역대 138번째 무사사구 완봉승을 달성했다.
- 허경민(두산 베어스)은 6월 11일 잠실에서 열린 LG와의 경기에서 역대 106번째 통산 500타점을 달성했다.
- 구자욱(삼성 라이온즈)은 6월 11일 대구에서 열린 NC와의 경기에서 역대 97번째 통산 1100안타를 달성했다.
- 전준우(롯데 자이언츠)는 6월 11일 사직에서 열린 kt와의 경기에서 역대 75번째 통산 1400경기 출장을 달성했다.
- 나성범(KIA 타이거즈)은 6월 11일 광주에서 열린 키움과의 경기에서 역대 40번째 통산 2400루타를 달성했다.
- 오재일(삼성 라이온즈)은 6월 12일 대구에서 열린 NC와의 경기에서 역대 109번째 통산 1200경기 출장을 달성했다.
- 김진성(LG 트윈스)은 6월 12일 잠실에서 열린 두산과의 경기에서 역대 48번째 통산 500경기 출장을 달성했다.
- 이대호(롯데 자이언츠)는 6월 12일 사직에서 열린 kt와의 경기에서 역대 7번째 통산 3500루타를 달성했다.
- 최정(SSG 랜더스)은 6월 15일 수원에서 열린 kt와의 경기에서 역대 1번째 17년 연속 두 자릿수 홈런을 달성했다.
- 이대호(롯데 자이언츠)는 6월 15일 대전에서 열린 한화와의 경기에서 역대 11번째 통산 2100안타를 달성했다.
- 나성범(KIA 타이거즈)은 6월 15일 창원에서 열린 NC와의 경기에서 역대 52번째 통산 1400안타를 달성했다.
- 박병호(kt 위즈)는 6월 17일 잠실에서 열린 두산과의 경기에서 역대 29번째 통산 700사구를 달성했다.
- 고우석(LG 트윈스)은 6월 17일 고척에서 열린 키움과의 경기에서 역대 19번째 통산 세 자릿수 세이브를 달성했다.
- 강민호(삼성 라이온즈)는 6월 18일 광주에서 열린 KIA와의 경기에서 역대 23번째 통산 1800안타를 달성했다.
- 손아섭(NC 다이노스)은 6월 18일 창원에서 열린 한화와의 경기에서 역대 14번째 통산 3100루타를 달성했다.
- 박경수(kt 위즈)는 6월 19일 잠실에서 열린 두산과의 경기에서 역대 56번째 통산 700타점을 달성했다.
- 박병호(kt 위즈)는 6월 21일 수원에서 열린 NC와의 경기에서 역대 1번째 9년 연속 20홈런을 달성했다.
- 김재호(두산 베어스)는 6월 22일 문학에서 열린 SSG와의 경기에서 역대 98번째 통산 1100안타를 달성했다.
- 안치홍(롯데 자이언츠)은 6월 22일 광주에서 열린 KIA와의 경기에서 역대 40번째 통산 1500안타를 달성했다.
- 김선빈(KIA 타이거즈)은 6월 23일 광주에서 열린 롯데와의 경기에서 역대 66번째 통산 1300안타를 달성했다.
- 이정후(키움 히어로즈)는 6월 24일 사직에서 열린 롯데와의 경기에서 역대 85번째 통산 200번째 2루타를 달성했다.
- 최정(SSG 랜더스)은 6월 24일 문학에서 열린 NC와의 경기에서 역대 1번째 통산 300사구를 달성했다.
- 오지환(LG 트윈스)은 6월 25일 수원에서 열린 kt와의 경기에서 역대 10번째 11년 연속 두 자릿수 도루를 달성했다.
- 한유섬(SSG 랜더스)은 6월 26일 문학에서 열린 NC와의 경기에서 역대 49번째 6년 연속 두 자릿수 홈런, 역대 107번째 통산 500타점을 달성했다.
- 박병호(kt 위즈)는 6월 28일 대구에서 열린 삼성과의 경기에서 역대 5번째 통산 350홈런을 달성했다.
- 최형우(KIA 타이거즈)는 6월 28일 고척에서 열린 키움과의 경기에서 역대 3번째 통산 450번째 2루타를 달성했다.
- 이대호(롯데 자이언츠)는 6월 30일 사직에서 열린 두산과의 경기에서 역대 23번째 통산 1900경기 출장을 달성했다.

#### 7월
- 김재윤(kt 위즈)은 7월 1일 수원에서 열린 두산과의 경기에서 역대 12번째 통산 120세이브를 달성했다.
- 이정후(키움 히어로즈)는 7월 2일 고척에서 열린 한화와의 경기에서 역대 60번째 6년 연속 세 자릿수 안타를 달성했다.
- 노수광(한화 이글스)은 7월 2일 고척에서 열린 키움과의 경기에서 역대 33번째 7년 연속 두 자릿수 도루를 달성했다.
- 정우영(LG 트윈스)는 7월 5일 대구에서 열린 삼성과의 경기에서 역대 3번째 3년 연속 20홀드를 달성했다.
- 황재균(kt 위즈)은 7월 6일 광주에서 열린 KIA와의 경기에서 역대 15번째 통산 350번째 2루타를 달성했다.
- 김재호(두산 베어스)는 7월 6일 잠실에서 열린 키움과의 경기에서 역대 47번째 통산 1600경기 출장을 달성했다.
- 오지환(LG 트윈스)은 7월 6일 대구에서 열린 삼성과의 경기에서 역대 53번째 통산 1400안타를 달성했다.
- 황성빈(롯데 자이언츠)은 7월 6일 문학에서 열린 SSG와의 경기에서 역대 41번째 1회초 선두 타자 초구 홈런을 달성했다.
- 이대호(롯데 자이언츠)는 7월 6일 문학에서 열린 SSG와의 경기에서 역대 4번째 14년 연속 세 자릿수 안타, 역대 8번째 14년 연속 두 자릿수 홈런을 달성했다.
- 양현종(KIA 타이거즈)은 7월 6일 광주에서 열린 kt와의 경기에서 역대 12번째 9년 연속 세 자릿수 이닝을 달성했다.
- 오지환(LG 트윈스)은 7월 7일 대구에서 열린 삼성과의 경기에서 역대 57번째 통산 700타점을 달성했다.
- 주권(kt 위즈)은 7월 8일 수원에서 열린 롯데와의 경기에서 역대 13번째 통산 세 자릿수 홀드, 역대 10번째 4년 연속 두 자릿수 홀드를 달성했다.
- 최재훈(한화 이글스)은 7월 9일 광주에서 열린 KIA와의 경기에서 역대 39번째 통산 세 자릿수 사구를 달성했다.
- 강민호(삼성 라이온즈)는 7월 10일 대구에서 열린 SSG와의 경기에서 역대 30번째 통산 700사구를 달성했다.
- 이대호(롯데 자이언츠)는 7월 13일 사직에서 열린 한화와의 경기에서 역대 20번째 통산 900사사구를 달성했다.
- 전준우(롯데 자이언츠)는 7월 14일 사직에서 열린 한화와의 경기에서 역대 34번째 통산 1600안타를 달성했다.
- 최정(SSG 랜더스)은 7월 22일 잠실에서 열린 두산과의 경기에서 역대 3번째 통산 1200사사구를 달성했다.
- 박민우(NC 다이노스)는 7월 22일 창원에서 열린 LG와의 경기에서 역대 19번째 9년 연속 두 자릿수 도루를 달성했다.
- 김재윤(kt 위즈)은 7월 24일 대전에서 열린 한화와의 경기에서 역대 13번째 3년 연속 20세이브를 달성했다.
- 김강민(SSG 랜더스)은 7월 24일 잠실에서 열린 두산과의 경기에서 역대 28번째 통산 1800경기 출장을 달성했다.
- 최형우(KIA 타이거즈)은 7월 24일 사직에서 열린 롯데와의 경기에서 역대 6번째 통산 350홈런을 달성했다.
- 채은성(LG 트윈스)은 7월 26일 문학에서 열린 SSG와의 경기에서 역대 69번째 5년 연속 두 자릿수 홈런을 달성했다.
- 박해민(LG 트윈스)은 7월 26일 문학에서 열린 SSG와의 경기에서 역대 19번째 8년 연속 세 자릿수 안타를 달성했다.
- 오지환(LG 트윈스)은 7월 26일 문학에서 열린 SSG와의 경기에서 역대 49번째 통산 2200루타를 달성했다.
- 양의지(NC 다이노스)는 7월 26일 광주에서 열린 KIA와의 경기에서 역대 21번째 9년 연속 두 자릿수 홈런을 달성했다.
- 전준우(롯데 자이언츠)는 7월 26일 잠실에서 열린 두산과의 경기에서 역대 37번째 통산 2500루타를 달성했다.
- 박병호(kt 위즈)는 7월 27일 수원에서 열린 키움과의 경기에서 역대 76번째 통산 1400경기 출장을 달성했다.
- 김재호(두산 베어스)는 7월 27일 잠실에서 열린 롯데와의 경기에서 역대 85번째 통산 600득점을 달성했다.
- 안치홍(롯데 자이언츠)은 7월 27일 잠실에서 열린 두산과의 경기에서 역대 61번째 6년 연속 세 자릿수 안타를 달성했다.
- 이정후(키움 히어로즈)는 7월 28일 수원에서 열린 kt와의 경기에서 역대 112번째 통산 네 자리수 안타를 달성했다.
- 최정(SSG 랜더스)은 7월 28일 문학에서 열린 LG와의 경기에서 역대 10번째 통산 900볼넷을 달성했다.
- 나성범(KIA 타이거즈)은 7월 28일 광주에서 열린 NC와의 경기에서 역대 30번째 통산 300번째 2루타를 달성했다.
- 유강남(LG 트윈스)은 7월 29일 잠실에서 열린 kt와의 경기에서 역대 100번째 통산 세 자릿수 홈런을 달성했다.
- 양현종(KIA 타이거즈)은 7월 29일 광주에서 열린 SSG와의 경기에서 역대 6번째 통산 2100이닝, 역대 5번째 8년 연속 두 자릿수 승을 달성했다.
- 이재원(SSG 랜더스)은 7월 30일 광주에서 열린 KIA와의 경기에서 역대 71번째 통산 600타점을 달성했다.
- 손아섭(NC 다이노스)은 7월 30일 창원에서 열린 키움과의 경기에서 역대 8번째 13년 연속 세 자릿수 안타를 달성했다.

#### 8월
- 이정후(키움 히어로즈)는 8월 2일 고척에서 열린 SSG와의 경기에서 역대 21번째 6년 연속 200루타를 달성했다.
- 잭 렉스(롯데 자이언츠)는 8월 2일 사직에서 열린 LG와의 경기에서 역대 59번째 1회말 초구 리드오프 홈런을 달성했다.
- 고우석(LG 트윈스)은 8월 3일 사직에서 열린 롯데와의 경기에서 역대 15번째 통산 110세이브를 달성했다.
- 최형우(KIA 타이거즈)는 8월 3일 대전에서 열린 한화와의 경기에서 역대 24번째 통산 1900경기 출장을 달성했다.
- 박해민(LG 트윈스)은 8월 4일 사직에서 열린 롯데와의 경기에서 역대 3번째 9년 연속 20도루를 달성했다.
- 김현수(LG 트윈스)는 8월 4일 사직에서 열린 롯데와의 경기에서 역대 9번째 13년 연속 세 자릿수 안타를 달성했다.
- 전준우(롯데 자이언츠)는 8월 4일 사직에서 열린 LG와의 경기에서 역대 62번째 6년 연속 세 자릿수 안타를 달성했다.
- 김선빈(KIA 타이거즈)은 8월 4일 대전에서 열린 한화와의 경기에서 역대 63번째 통산 500사구를 달성했다.
- 최정(SSG 랜더스)은 8월 6일 문학에서 열린 삼성과의 경기에서 역대 16번째 통산 2000경기 출장을 달성했다.
- 손아섭(NC 다이노스)은 8월 6일 사직에서 열린 롯데와의 경기에서 역대 31번째 통산 900타점을 달성했다.
- 닉 마티니(NC 다이노스)는 8월 7일 사직에서 열린 롯데와의 경기에서 역대 4번째 인사이드 더 파크 만루 홈런, 역대 89번째 인사이드 더 파크 홈런을 달성했다.
- 양의지(NC 다이노스)는 8월 7일 사직에서 열린 롯데와의 경기에서 역대 32번째 통산 900타점을 달성했다.
- 박건우(NC 다이노스)는 8월 7일 사직에서 열린 롯데와의 경기에서 역대 99번째 통산 1100안타를 달성했다.
- 박민우(NC 다이노스)는 8월 7일 사직에서 열린 롯데와의 경기에서 역대 168번째 통산 네 자릿수 경기 출장을 달성했다.
- 나성범(KIA 타이거즈)은 8월 7일 광주에서 열린 두산과의 경기에서 역대 38번째 통산 2500루타를 달성했다.
- 김광현(SSG 랜더스)은 8월 10일 문학에서 열린 kt와의 경기에서 역대 5번째 10년 연속 두 자릿수 승을 달성했다.
- 양의지(NC 다이노스)는 8월 10일 잠실에서 열린 두산과의 경기에서 역대 7번째 통산 150사구, 역대 41번째 통산 1500안타를 달성했다.
- 김선빈(KIA 타이거즈)은 8월 10일 대구에서 열린 삼성과의 경기에서 역대 63번째 6년 연속 세 자릿수 안타를 달성했다.
- 신용수(롯데 자이언츠)는 8월 11일 고척에서 열린 키움과의 경기에서 역대 39번째 홈 스틸을 달성했다.
- 박경수(kt 위즈)는 8월 12일 문학에서 열린 SSG와의 경기에서 역대 25번째 통산 1900경기 출장을 달성했다.
- 양현종(KIA 타이거즈)은 8월 12일 대구에서 열린 삼성과의 경기에서 역대 6번째 통산 9000타자 상대를 달성했다.
- 이정후(키움 히어로즈)는 8월 13일 대전에서 열린 한화와의 경기에서 역대 111번째 통산 500득점을 달성했다.
- 황재균(kt 위즈)은 8월 14일 수원에서 열린 삼성과의 경기에서 역대 29번째 통산 1800경기 출장을 달성했다.
- 허경민(두산 베어스)은 8월 14일 잠실에서 열린 SSG와의 경기에서 역대 79번째 통산 1200안타를 달성했다.
- 한유섬(SSG 랜더스)은 8월 14일 잠실에서 열린 두산과의 경기에서 역대 40번째 통산 세 자릿수 사구를 달성했다.
- 최정(SSG 랜더스)은 8월 14일 잠실에서 열린 두산과의 경기에서 역대 5번째 통산 3600루타를 달성했다.
- 채은성(LG 트윈스)은 8월 16일 잠실에서 열린 삼성과의 경기에서 역대 82번째 5년 연속 세 자릿수 안타를 달성했다.
- 이원석(삼성 라이온즈)은 8월 17일 잠실에서 열린 LG와의 경기에서 역대 67번째 통산 1300안타를 달성했다.
- 노경은(SSG 랜더스)은 8월 17일 광주에서 열린 KIA와의 경기에서 역대 51번째 통산 1200이닝을 달성했다.
- 전준우(롯데 자이언츠)는 8월 17일 사직에서 열린 두산과의 경기에서 역대 40번째 통산 800타점을 달성했다.
- 박병호(kt 위즈)는 8월 18일 사직에서 열린 롯데와의 경기에서 역대 32번째 통산 2600루타를 달성했다.
- 로벨 가르시아(LG 트윈스)는 8월 18일 문학에서 열린 SSG와의 경기에서 역대 11번째 한 경기 좌우 타석 홈런, 역대 5번째 한 경기 좌우 연타석 홈런을 달성했다.
- 최원태(키움 히어로즈)는 8월 18일 잠실에서 열린 두산과의 경기에서 역대 41번째 6년 연속 세 자릿수 이닝을 달성했다.
- 양현종(KIA 타이거즈)은 8월 18일 광주에서 열린 NC와의 경기에서 역대 4번째 8년 연속 세 자릿수 탈삼진을 달성했다.
- 최형우(KIA 타이거즈)는 8월 18일 광주에서 열린 NC와의 경기에서 역대 5번째 통산 네 자릿수 사구, 역대 6번째 통산 1100사사구를 달성했다.
- 황재균(kt 위즈)은 8월 19일 사직에서 열린 롯데와의 경기에서 역대 10번째 11년 연속 세 자릿수 안타, 역대 22번째 통산 2900루타를 달성했다.
- 최형우(KIA 타이거즈)는 8월 19일 광주에서 열린 NC와의 경기에서 역대 3번째 통산 3700루타, 역대 4번째 15년 연속 두 자릿수 홈런을 달성했다.
- 박해민(LG 트윈스)은 8월 20일 잠실에서 열린 두산과의 경기에서 역대 110번째 통산 1200경기 출장을 달성했다.
- 최주환(SSG 랜더스)은 8월 20일 고척에서 열린 키움과의 경기에서 역대 135번째 통산 1100경기 출장을 달성했다.
- 김현수(LG 트윈스)는 8월 21일 잠실에서 열린 두산과의 경기에서 역대 7번째 8년 연속 200루타를 달성했다.
- 안치홍(롯데 자이언츠)은 8월 21일 사직에서 열린 한화와의 경기에서 역대 31번째 통산 300번째 2루타를 달성했다.
- 김광현(SSG 랜더스)은 8월 23일 문학에서 열린 삼성과의 경기에서 역대 17번째 통산 1800이닝을 달성했다.
- 박건우(NC 다이노스)는 8월 23일 창원에서 열린 롯데와의 경기에서 역대 69번째 통산 네 자릿수 경기 출장을 달성했다.
- 전준우(롯데 자이언츠)는 8월 23일 창원에서 열린 NC와의 경기에서 역대 27번째 통산 900득점을 달성했다.
- 김선빈(KIA 타이거즈)은 8월 23일 고척에서 열린 키움과의 경기에서 역대 108번째 통산 500타점을 달성했다.
- 김상수(삼성 라이온즈)는 8월 24일 문학에서 열린 SSG와의 경기에서 역대 52번째 통산 5000타수를 달성했다.
- 원종현(NC 다이노스)은 8월 25일 창원에서 열린 키움과의 경기에서 역대 5번째 7년 연속 50경기 출장을 달성했다.
- 진해수(LG 트윈스)는 8월 25일 잠실에서 열린 KIA와의 경기에서 역대 6번째 7년 연속 50경기 출장을 달성했다.
- 야시엘 푸이그(키움 히어로즈)는 8월 25일 창원에서 열린 NC와의 경기에서 역대 90번째 인사이드 더 파크 홈런을 달성했다.
- 이원석(삼성 라이온즈)은 8월 26일 사직에서 열린 롯데와의 경기에서 역대 53번째 통산 5000타수를 달성했다.
- 오지환(LG 트윈스)은 8월 26일 잠실에서 열린 KIA와의 경기에서 역대 83번째 5년 연속 세 자릿수 안타를 달성했다.
- 이대호(롯데 자이언츠)는 8월 26일 사직에서 열린 삼성과의 경기에서 역대 7번째 통산 7000타수, 역대 6번째 통산 3600루타를 달성했다.
- 오선진(삼성 라이온즈)은 8월 27일 대구에서 열린 한화와의 경기에서 역대 170번째 통산 네 자릿수 경기 출장을 달성했다.
- 박해민(LG 트윈스)은 8월 27일 잠실에서 열린 키움과의 경기에서 역대 5번째 통산 60번째 3루타를 달성했다.
- 손아섭(NC 다이노스)은 8월 27일 창원에서 열린 kt와의 경기에서 역대 6번째 통산 1200득점을 달성했다.
- 박건우(NC 다이노스)는 8월 27일 창원에서 열린 kt와의 경기에서 역대 37번째 7년 연속 세 자릿수 안타를 달성했다.
- 나성범(KIA 타이거즈)은 8월 27일 광주에서 열린 두산과의 경기에서 역대 102번째 통산 세 자릿수 도루를 달성했다.
- 허경민(두산 베어스)은 8월 28일 광주에서 열린 KIA와의 경기에서 역대 84번째 5년 연속 세 자릿수 안타를 달성했다.
- 손아섭(NC 다이노스)은 8월 28일 창원에서 열린 kt와의 경기에서 역대 30번째 통산 1800경기 출장을 달성했다.
- 구승민(롯데 자이언츠)은 8월 28일 문학에서 열린 SSG와의 경기에서 역대 4번째 3년 연속 20홀드를 달성했다.
- 안치홍(롯데 자이언츠)은 8월 28일 문학에서 열린 SSG와의 경기에서 역대 64번째 통산 500사구를 달성했다.
- 이정후(키움 히어로즈)는 8월 30일 고척에서 열린 롯데와의 경기에서 역대 4번째 6년 연속 150안타를 달성했다.
- 이대호(롯데 자이언츠)는 8월 30일 고척에서 열린 키움과의 경기에서 역대 4번째 통산 180사구를 달성했다.
- 박병호(kt 위즈)는 8월 31일 수원에서 열린 두산과의 경기에서 역대 68번째 통산 1300안타를 달성했다.
- 김재윤(kt 위즈)은 8월 31일 수원에서 열린 두산과의 경기에서 역대 12번째 통산 130세이브를 달성했다.
- 유강남(LG 트윈스)은 8월 31일 잠실에서 열린 NC와의 경기에서 역대 171번째 통산 네 자릿수 경기 출장을 달성했다.
- 이대호(롯데 자이언츠)는 8월 31일 고척에서 열린 키움과의 경기에서 역대 3번째 통산 1400타점을 달성했다.

#### 9월
- 오승환(삼성 라이온즈)은 9월 1일 광주에서 열린 KIA와의 경기에서 역대 26번째 통산 600경기 출장을 달성했다.
- 이용규(키움 히어로즈)는 9월 2일 고척에서 열린 한화와의 경기에서 역대 39번째 통산 2500루타를 달성했다.
- 박찬호(KIA 타이거즈)는 9월 2일 광주에서 열린 삼성과의 경기에서 역대 103번째 통산 세 자릿수 도루를 달성했다.
- 펠릭스 페냐(한화 이글스)는 9월 2일 고척에서 열린 키움과의 경기에서 역대 10번째 한 이닝 4탈삼진을 달성했다.
- 손아섭(NC 다이노스)은 9월 3일 대전에서 열린 한화와의 경기에서 역대 4번째 통산 2200안타를 달성했다.
- 황재균(kt 위즈)은 9월 4일 광주에서 열린 KIA와의 경기에서 역대 33번째 통산 200홈런, 역대 3번째 통산 200홈런-200도루를 달성했다.
- 박동원(KIA 타이거즈)은 9월 4일 광주에서 열린 kt와의 경기에서 역대 172번째 통산 네 자릿수 경기 출장을 달성했다.
- 강민호(삼성 라이온즈)는 9월 6일 대구에서 열린 키움과의 경기에서 역대 15번째 통산 300홈런, 역대 10번째 13년 연속 두 자릿수 홈런을 달성했다.
- 오재일(삼성 라이온즈)은 9월 6일 대구에서 열린 키움과의 경기에서 역대 38번째 7년 연속 세 자릿수 안타를 달성했다.
- 구자욱(삼성 라이온즈)은 9월 6일 대구에서 열린 키움과의 경기에서 역대 64번째 통산 700득점을 달성했다.
- 양현종(KIA 타이거즈)은 9월 6일 울산에서 열린 롯데와의 경기에서 역대 3번째 8년 연속 150이닝을 달성했다.
- 나성범(KIA 타이거즈)은 9월 6일 울산에서 열린 롯데와의 경기에서 역대 111번째 통산 1200경기 출장을 달성했다.
- 김현수(LG 트윈스)는 9월 7일 잠실에서 열린 SSG와의 경기에서 역대 9번째 통산 3200루타를 달성했다.
- 최정(SSG 랜더스)은 9월 7일 잠실에서 열린 LG와의 경기에서 역대 3번째 7년 연속 20홈런을 달성했다.
- 양의지(NC 다이노스)는 9월 8일 수원에서 열린 kt와의 경기에서 역대 40번째 통산 2500루타, 역대 85번째 5년 연속 세 자릿수 안타를 달성했다.
- 이명기(NC 다이노스)는 9월 8일 수원에서 열린 kt와의 경기에서 역대 173번째 통산 네 자릿수 경기 출장을 달성했다.
- 나성범(KIA 타이거즈)은 9월 8일 문학에서 열린 SSG와의 경기에서 역대 20번째 3년 연속 150안타를 달성했다.
- 오지환(LG 트윈스)은 9월 9일 고척에서 열린 키움과의 경기에서 역대 48번째 통산 1600경기 출장을 달성했다.
- 이원석(삼성 라이온즈)은 9월 10일 대구에서 열린 LG와의 경기에서 역대 61번째 통산 2000루타를 달성했다.
- 양의지(NC 다이노스)는 9월 10일 사직에서 열린 롯데와의 경기에서 역대 13번째 5년 연속 20홈런을 달성했다.
- 심우준(kt 위즈)은 9월 11일 고척에서 열린 키움과의 경기에서 역대 174번째 통산 네 자릿수 경기 출장을 달성했다.
- 이용규(키움 히어로즈)는 9월 11일 고척에서 열린 kt와의 경기에서 역대 26번째 통산 1900경기 출장을 달성했다.
- 양현종(KIA 타이거즈)은 9월 11일 잠실에서 열린 두산과의 경기에서 역대 2번째 통산 1800탈삼진을 달성했다.
- 김영웅(삼성 라이온즈)은 9월 13일 창원에서 열린 NC와의 경기에서 역대 20번째 데뷔 첫 타석 홈런을 달성했다.
- 오지환(LG 트윈스)은 9월 13일 잠실에서 열린 두산과의 경기에서 역대 56번째 시즌 20홈런-20도루를 달성했다.
- 김성현(SSG 랜더스)은 9월 13일 사직에서 열린 롯데와의 경기에서 역대 113번째 통산 네 자릿수 안타를 달성했다.
- 강민호(삼성 라이온즈)는 9월 16일 대구에서 열린 두산과의 경기에서 역대 15번째 통산 3100루타를 달성했다.
- 안치홍(롯데 자이언츠)은 9월 16일 사직에서 열린 키움과의 경기에서 역대 44번째 통산 2300루타를 달성했다.
- 김재환(두산 베어스)은 9월 17일 문학에서 열린 SSG와의 경기에서 역대 62번째 통산 2000루타, 역대 100번째 통산 1100안타를 달성했다.
- 구자욱(삼성 라이온즈)은 9월 17일 대구에서 열린 KIA와의 경기에서 역대 26번째 8년 연속 두 자릿수 도루를 달성했다.
- 오재일(삼성 라이온즈)은 9월 17일 대구에서 열린 KIA와의 경기에서 역대 12번째 7년 연속 200루타를 달성했다.
- 고우석(LG 트윈스)은 9월 17일 잠실에서 열린 한화와의 경기에서 역대 14번째 통산 120세이브를 달성했다.
- 나성범(KIA 타이거즈)은 9월 17일 대구에서 열린 삼성과의 경기에서 역대 28번째 통산 900득점을 달성했다.
- 구자욱(삼성 라이온즈)은 9월 18일 대구에서 열린 KIA와의 경기에서 역대 20번째 8년 연속 세 자릿수 안타를 달성했다.
- 양석환(두산 베어스)은 9월 18일 문학에서 열린 SSG와의 경기에서 역대 101번째 통산 세 자릿수 홈런을 달성했다.
- 안우진(키움 히어로즈)은 9월 18일 고척에서 열린 NC와의 경기에서 역대 14번째 시즌 두 자릿수 승-200탈삼진, 역대 15번째 시즌 200탈삼진을 달성했다.
- 유강남(LG 트윈스)은 9월 19일 광주에서 열린 KIA와의 경기에서 역대 86번째 5년 연속 세 자릿수 안타를 달성했다.
- 양의지(NC 다이노스)는 9월 19일 잠실에서 열린 두산과의 경기에서 역대 54번째 통산 5000타수를 달성했다.
- 김재환(두산 베어스)은 9월 21일 잠실에서 열린 NC와의 경기에서 역대 136번째 통산 1100경기 출장을 달성했다.
- 전준우(롯데 자이언츠)는 9월 21일 대전에서 열린 한화와의 경기에서 역대 22번째 6년 연속 200루타를 달성했다.
- 우규민(삼성 라이온즈)은 9월 22일 대구에서 열린 kt와의 경기에서 역대 14번째 통산 700경기 출장을 달성했다.
- 양의지(NC 다이노스)는 9월 22일 창원에서 열린 KIA와의 경기에서 역대 27번째 5년 연속 200루타를 달성했다.
- 양현종(KIA 타이거즈)은 9월 22일 창원에서 열린 NC와의 경기에서 역대 1번째 8년 연속 170이닝을 달성했다.
- 김재환(두산 베어스)은 9월 23일 고척에서 열린 키움과의 경기에서 역대 39번째 7년 연속 세 자릿수 안타를 달성했다.
- 오재일(삼성 라이온즈)은 9월 23일 대구에서 열린 kt와의 경기에서 역대 66번째 통산 500사구를 달성했다.
- 이의리(KIA 타이거즈)는 9월 24일 창원에서 열린 NC와의 경기에서 역대 2번째 3볼넷 이후 3탈삼진을 달성했다.
- 황재균(kt 위즈)은 9월 25일 창원에서 열린 NC와의 경기에서 역대 18번째 통산 1900안타를 달성했다.
- 김현수(LG 트윈스)는 9월 25일 문학에서 열린 SSG와의 경기에서 역대 31번째 통산 1800경기 출장을 달성했다.
- 아담 플럿코(LG 트윈스)는 9월 25일 문학에서 열린 SSG와의 경기에서 역대 2번째 선발 투수 0구 교체를 달성했다.
- 서건창(LG 트윈스)은 9월 25일 문학에서 열린 SSG와의 경기에서 역대 113번째 통산 1200경기 출장을 달성했다.
- 박해민(LG 트윈스)은 9월 25일 문학에서 열린 SSG와의 경기에서 역대 43번째 통산 800득점을 달성했다.
- 최정(SSG 랜더스)는 9월 25일 문학에서 열린 LG와의 경기에서 역대 13번째 7년 연속 200루타를 달성했다.
- 박민우(NC 다이노스)는 9월 27일 창원에서 열린 키움과의 경기에서 역대 85번째 통산 500사사구를 달성했다.
- 강민호(삼성 라이온즈)는 9월 28일 창원에서 열린 NC와의 경기에서 역대 7번째 통산 2100경기 출장을 달성했다.
- 진해수(LG 트윈스)는 9월 28일 대전에서 열린 한화와의 경기에서 역대 3번째 통산 150홀드를 달성했다.
- 김재환(두산 베어스)은 9월 29일 대전에서 열린 한화와의 경기에서 역대 14번째 7년 연속 200루타를 달성했다.
- 김광현(SSG 랜더스)은 9월 29일 문학에서 열린 키움과의 경기에서 역대 6번째 통산 1600탈삼진을 달성했다.
- 댄 스트레일리(롯데 자이언츠)는 9월 29일 광주에서 열린 KIA와의 경기에서 역대 34번째 선발 타자 전원 탈삼진을 달성했다.
- 나성범(KIA 타이거즈)은 9월 29일 광주에서 열린 롯데와의 경기에서 역대 42번째 통산 1500안타를 달성했다.
- 최형우(KIA 타이거즈)는 9월 29일 광주에서 열린 롯데와의 경기에서 역대 8번째 통산 7000타수를 달성했다.
- 채은성(LG 트윈스)은 9월 30일 잠실에서 열린 NC와의 경기에서 역대 175번째 통산 네 자릿수 경기 출장을 달성했다.
- 박해민(LG 트윈스)은 9월 30일 잠실에서 열린 NC와의 경기에서 역대 69번째 통산 1300안타를 달성했다.

#### 10월
- 정수빈(두산 베어스)은 10월 1일 대구에서 열린 삼성과의 경기에서 역대 77번째 통산 1400경기 출장을 달성했다.
- 호세 미겔 페르난데스(두산 베어스)는 10월 1일 대구에서 열린 삼성과의 경기에서 역대 11번째 4년 연속 150안타를 달성했다.
- 강민호(삼성 라이온즈)는 10월 1일 대구에서 열린 두산과의 경기에서 역대 67번째 끝내기 밀어내기 볼넷을 달성했다.
- 채은성(LG 트윈스)은 10월 1일 잠실에서 열린 NC 다이노스와의 경기에서 역대 41번째 통산 세 자릿수 사구를 달성했다.
- 고효준(SSG 랜더스)은 10월 1일 광주에서 열린 KIA와의 경기에서 역대 49번째 통산 500경기 출장을 달성했다.
- 박민우(NC 다이노스)는 10월 1일 잠실에서 열린 LG와의 경기에서 역대 65번째 통산 700득점을 달성했다.
- 박세웅(롯데 자이언츠)은 10월 2일 사직에서 열린 두산과의 경기에서 역대 85번째 통산 네 자릿수 이닝을 달성했다.
- 허경민(두산 베어스)은 10월 5일 잠실에서 열린 SSG와의 경기에서 역대 94번째 통산 1300경기 출장을 달성했다.
- 호세 피렐라(삼성 라이온즈)는 10월 5일 수원에서 열린 kt와의 경기에서 역대 40번째 시즌 세 자릿수 타점-세 자릿수 득점을 달성했다.
- 오승환(삼성 라이온즈)은 10월 5일 수원에서 열린 kt와의 경기에서 역대 1번째 통산 370세이브를 달성했다.
- 구창모(NC 다이노스)는 10월 5일 창원에서 열린 롯데와의 경기에서 역대 17번째 5년 연속 세 자릿수 탈삼진을 달성했다.
- 원종현(NC 다이노스)은 10월 5일 창원에서 열린 롯데와의 경기에서 역대 50번째 통산 500경기 출장을 달성했다.
- 손아섭(NC 다이노스)은 10월 6일 창원에서 열린 SSG와의 경기에서 역대 2번째 7년 연속 150안타를 달성했다.
- 강효종(LG 트윈스)은 10월 7일 창원에서 열린 NC 다이노스와의 경기에서 역대 31번째 데뷔 전 선발 승을 달성했다.
- 구자욱(삼성 라이온즈)은 10월 8일 대구에서 열린 SSG와의 경기에서 역대 72번째 통산 600타점을 달성했다.
- 손아섭(NC 다이노스)은 10월 8일 창원에서 열린 한화와의 경기에서 역대 2번째 10년 연속 200루타를 달성했다.
- 황재균(kt 위즈)은 10월 11일 잠실에서 열린 LG와의 경기에서 역대 20번째 통산 네 자릿수 득점, 역대 28번째 8년 연속 두 자릿수 홈런을 달성했다.

### 월간 MVP
| 월  | 선수              | 소속          | 포지션 |
| --- | ----------------- | ------------- | ------ |
| 4월 | 한동희            | 롯데 자이언츠 | 내야수 |
| 5월 | 소크라테스 브리토 | KIA 타이거즈  | 외야수 |
| 6월 | 이정후            | 키움 히어로즈 | 외야수 |
| 7월 | 이창진            | KIA 타이거즈  | 외야수 |
| 8월 | 양의지            | NC 다이노스   | 포수   |
| 9월 | 이정후            | 키움 히어로즈 | 외야수 |

## 올스타전
2022년 KBO 올스타전은 7월 16일에 진행됐으며, 장소는 서울종합운동장 야구장이다.

## 경기 중계

### 지상파 TV
- SBS TV
- KBS 1TV
- KBS 2TV
- MBC TV

### 케이블 TV
- SBS 스포츠
- KBS N 스포츠
- MBC 스포츠플러스
- SPOTV
- SPOTV2

### 라디오
- 부산MBC 표준FM
- 대구MBC 표준FM
- MBC경남 표준FM
- TBC 드림FM
- KNN 파워FM

### 와일드카드 결정전 중계
- 1차전: SBS TV

### 준플레이오프 중계
- 1차전: MBC TV
- 2차전: KBS 2TV
- 3차전: SPOTV, SPOTV2, KBS N 스포츠, MBC 스포츠플러스, SBS 스포츠
- 4차전: KBS N 스포츠, MBC 스포츠플러스, SBS 스포츠, SPOTV, SPOTV2
- 5차전: SBS TV

### 플레이오프 중계
- 1차전: KBS N 스포츠, MBC 스포츠플러스, SBS 스포츠, SPOTV, SPOTV2
- 2차전: MBC TV
- 3차전: KBS 2TV
- 4차전: SBS TV

### 한국시리즈 중계
- 1차전: KBS 2TV
- 2차전: SBS TV
- 3차전: MBC TV
- 4차전: KBS 2TV
- 5차전: SBS TV
- 6차전: MBC TV

## 같이 보기
- 2022년 메이저 리그 베이스볼 시즌